# بولدینسکی
بولدینسکی (به لاتین: Boldinsky) یک منطقهٔ مسکونی در روسیه است که در استان آستراخان واقع شده‌است.